# Monument de for public

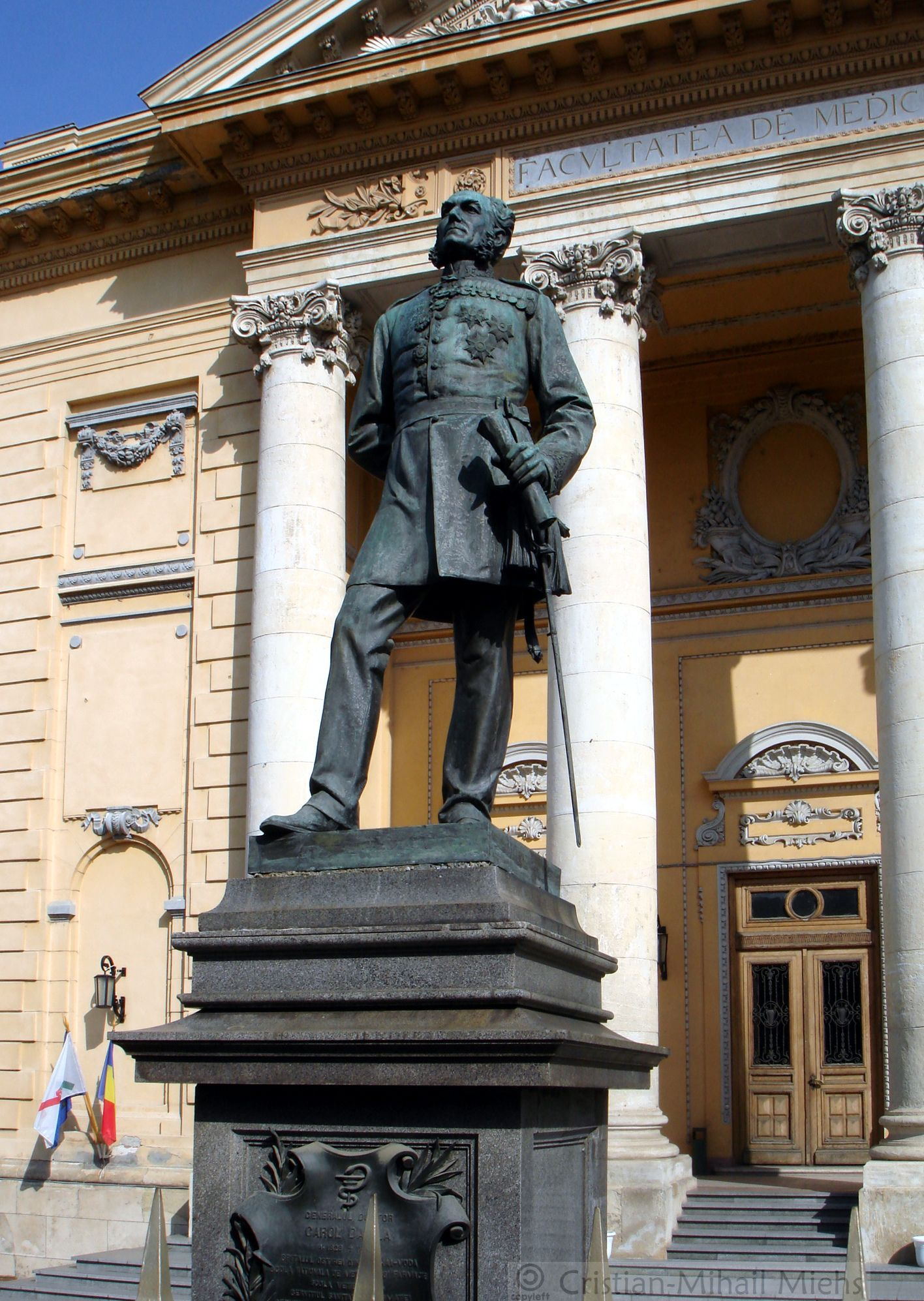
Un exemplu de monument de for public este Statuia dr. Carol Davila, amplasată în fața Palatul Facultății de Medicină din București

Monumentul de for public este un tip de bunuri imobile cu valoare culturală.

## Cadru legal

### Republica Moldova
În Republica Moldova, Registrul național al monumentelor de for public a fost aprobat prin Legea nr. 148 din 20 iulie 2018, intrată în vigoare la 24 august în același an.

### România
În România, monumentele de for public sunt bunuri imobile, lucrări de artă plastică, artă monumentală, construcții sau amenajări neutilitare, având caracter decorativ, comemorativ și de semnal, amplasate în spații publice, într-o zonă de protecție, pe terenuri aflate în domeniul public sau privat al statului ori al unităților administrativ-teritoriale. Monumentele de for public pot fi clasate ca monumente istorice, urmând regimul juridic stabilit pentru acestea.
Amplasarea monumentelor de for public se realizează cu respectarea tuturor prevederilor în vigoare privind urbanismul și autorizarea executării lucrărilor de construcții, precum și cu avizul privind concepția artistică a monumentului de for public, emis de Ministerul Culturii, în baza analizei realizate de Comisia Națională pentru Monumentele de For Public.